# Hermetyzacja (informatyka)
Hermetyzacja (kalk. „enkapsulacja”, w starszych pozycjach „kapsułkowanie”, od ang. encapsulation) – jedno z założeń programowania obiektowego. Hermetyzacja polega na ukrywaniu pewnych danych składowych lub metod obiektów danej klasy tak, aby były one dostępne tylko metodom wewnętrznym danej klasy lub funkcjom zaprzyjaźnionym. 
Gdy dostęp do wszystkich pól danej klasy jest możliwy wyłącznie poprzez metody, lub inaczej mówiąc: gdy wszystkie pola w klasie znajdują się w sekcji prywatnej lub chronionej, to taką hermetyzację nazywa się hermetyzacją pełną.

## Przyczyny stosowania hermetyzacji
Można wyróżnić trzy główne powody wprowadzenia hermetyzacji do programowania obiektowego:
1. wyodrębnia interfejs
2. uodparnia tworzony model na błędy,
3. lepiej odzwierciedla rzeczywistość,

### Wyodrębnia interfejs

#### Cel
Głównym zadaniem wyodrębnienia interfejsu, a tym samym enkapsulacji, jest ukrycie przed użytkownikiem sposobu w jaki klasa wewnętrznie realizuje swoje zadanie. Metody i pola znajdujące się w sekcji publicznej stanowią interfejs, tj. jedyny dopuszczalny zbiór elementów klasy, którymi inne klasy mogą oddziaływać z daną klasą. Posiadanie wyodrębnionego interfejsu powoduje, że użytkownik danej klasy ma pewność, że korzystając z tych metod jest bezpieczny, tj. nie dojdzie do sytuacji w której klasa zostanie uszkodzona (np. zwolnienie pamięci pod wewnętrznym wskaźnikiem klasy). Metody interfejsowe, tj. ujawnione użytkownikowi klasy, w założeniu są absolutnie bezpieczne i korzystając tylko z nich nie można doprowadzić do nieprawidłowego stanu klasy.

#### Przykład
Posiadając zdefiniowany interfejs programista klasy ma pełną swobodę implementacji mechanizmu, w jaki klasa będzie wykonywała swoje zdanie. Jeżeli klasa ma za zadanie np. gromadzić zbiór liczb podawanych do niej pojedynczo a następnie, w dowolnym momencie, zwrócić maksimum tej kolekcji, to interfejs w żaden sposób nie narzuca programiście klasy konkretnego sposobu wykonania tej implementacji. Na przykładzie języka C++, klasa może to wewnętrznie wykonywać w oparciu o składową typu std::set jak również std::vector, który każdorazowo przed zwróceniem wartości maksymalnej będzie poddawany sortowaniu. Od strony użytkownika klasy sposób implementacji nie powinien być szczególnie interesujący, a co ważniejsze, nie powinien wpływać na sposób używania klasy.
Niech dana będzie klasa interfejsowa definiująca jedynie interfejs, czyli zbiór jedynie publicznych, abstrakcyjnych i wirtualnych metod. Metody te, zgodnie z definicją metody abstrakcyjnej, nie są wytłumaczone w obrębie tej klasy, a jedynie określono, że klasa dziedzicząca po tej klasie wytłumaczyć jak każda z tych metod działa. Na przykładzie:
```
class
 
Sortowacz
 

{

public
:
 

  
virtual
 
void
 
dodajLiczbe
(
int
 
liczba
)
 
=
 
0
;

  
virtual
 
int
 
maksimum
()
 
const
 
=
 
0
;

};

```

A następnie zakładając, że mamy dwie realne implementacje SortowaczNaWektorze oraz SortowaczNaZbiorze można wykonać następujący kod:
```
int
 
main
()

{

    
const
 
int
 
tablica_rozmiar
 
=
 
11
;

    
const
 
int
[]
 
tablica
 
=
 
{
1
,
3
,
4
,
0
,
5
,
2
,
6
,
7
,
1
,
3
,
4
};

    

    
Sortowacz
*
 
sort1
 
=
 
new
 
SortowaczNaZbiorze
;

    
Sortowacz
*
 
sort2
 
=
 
new
 
SortowaczNaWektorze
;

    

    
int
 
indeks
 
=
 
0
;

    
while
 
(
 
indeks
 
<
 
tablica_rozmiar
 
)

    
{

        
sort1
.
dodajLiczbe
(
 
tablica
[
indeks
]
 
);

        
sort2
.
dodajLiczbe
(
 
tablica
[
indeks
]
 
);

        
std
::
cout
 
<<
 
"Sort1: Obecne maksimum to "
 
<<
 
sort1
.
maksimum
()
 
<<
 
std
::
endl
;

        
std
::
cout
 
<<
 
"Sort2: Obecne maksimum to "
 
<<
 
sort2
.
maksimum
()
 
<<
 
std
::
endl
;

        
indeks
++
;

    
}

    

    
delete
 
sort1
;

    
delete
 
sort2
;

    

    
return
 
0
;

}

```

Korzyść z takiego podejścia polega na tym, że interfejs dzięki hermetyzacji całkowicie milczy o sposobie zaimplementowania klasy a dodatkowo korzystając z mechanizmu polimorfizmu można posiadać wiele wymiennych klas realizujących ten sam interfejs, a to która z nich będzie wykorzystana może być zmieniane choćby w trakcie działania programu.

#### Wyodrębnianie interfejsu w językach bez hermetyzacji
W językach w których nie istnieje mechanizm hermetyzacji (np. Python, C) stosuje się wyznaczanie interfejsu poprzez konwencję nazewnictwa, tj. składowe prywatne lub chronione mają specjalny przedrostek nazwy, np. ich nazwy zaczynają się od podkreślnika. Używanie metod wewnętrznych wiąże się z ryzykiem wywołania nieprawidłowego stanu programu, co może prowadzić do awarii.

### Uodparnia tworzony model na błędy
Hermetyzacja uodparnia tworzony model na błędy polegające np. na błędnym przypisywaniu wartości oraz umożliwia wykonanie czynności pomocniczych (jak np. pobranie z konta 10% wypłacanej kwoty jako prowizji) lub obsługę sytuacji wyjątkowej (np. brak wymaganych środków).
Przykład w C++:
```
typedef
 
double
 
TypPieniedzy
;

class
 
KontoBankowe
 
{

public
:

    
KontoBankowe
(
 
const
 
TypPieniedzy
 
saldoPoczatkowe
 
=
 
0
 
);

    
bool
 
wplac
(
 
const
 
TypPieniedzy
 
kwota
 
);

    
bool
 
wyplac
(
 
const
 
TypPieniedzy
 
kwota
 
);

    
TypPieniedzy
 
podajStanKonta
()
 
const
;

private
:

    
TypPieniedzy
 
saldo
;

};

KontoBankowe
::
KontoBankowe
(
 
const
 
TypPieniedzy
 
saldoPoczatkowe
 
)
 
:

    
saldo
(
 
saldoPoczatkowe
 
)

{}

bool
 
KontoBankowe
::
wplac
(
 
const
 
TypPieniedzy
 
kwota
 
)
 
{

    
if
 
(
 
kwota
 
>
 
0
 
)
 
{

        
saldo
 
+=
 
kwota
;

        
return
 
true
;

    
}

    
return
 
false
;

}

bool
 
KontoBankowe
::
wyplac
(
 
const
 
TypPieniedzy
 
kwota
 
)
 
{

    
// Powiększenie kwoty o 10% prowizji.

    
TypPieniedzy
 
kwotaProw
 
=
 
kwota
*
1.1
;

    
if
 
(
 
(
 
kwotaProw
 
>
 
0
 
)
 
&&
 
(
 
kwotaProw
 
<=
 
saldo
 
)
 
)
 
{

        
saldo
 
-=
 
kwotaProw
;

        
return
 
true
;

    
}

    
return
 
false
;

}

TypPieniedzy
 
KontoBankowe
::
podajStanKonta
()
 
const
 
{

    
return
 
saldo
;

}

```

Przykład w Javie:  
```
 
class
 
TypPieniedzy
 
extends
 
Double
 
{

    
public
 
TypPieniedzy
()
 
{

        
super
();

    
}

};

 

class
 
KontoBankowe
 
{

    
private
 
TypPieniedzy
 
saldo
;

    
public
 
KontoBankowe
(
TypPieniedzy
 
saldoPoczatkowe
)
 
{

        
saldo
 
=
 
saldoPoczatkowe
;

    
};

    
public
 
KontoBankowe
()
 
{

        
KontoBankowe
(
0
);

    
};

    
public
 
boolean
 
wplac
(
 
TypPieniedzy
 
kwota
 
)
 
{

        
if
 
(
 
kwota
 
>
 
0
 
)
 
{

            
saldo
 
+=
 
kwota
;

            
return
 
true
;

        
}

        
return
 
false
;

    
}

   

    
public
 
boolean
 
wyplac
(
 
TypPieniedzy
 
kwota
 
)
 
{

        
// Powiększenie kwoty o 10% prowizji.

        
TypPieniedzy
 
kwotaProw
 
=
 
kwota
*
1.1
;

        
if
 
(
 
(
 
kwotaProw
 
>
 
0
 
)
 
&&
 
(
 
kwotaProw
 
<=
 
saldo
 
)
 
)
 
{

            
saldo
 
-=
 
kwotaProw
;

            
return
 
true
;

        
}

        
return
 
false
;

    
}

    
public
 
TypPieniedzy
 
podajStanKonta
()
 
{

    	
return
 
saldo
;

    
}

 
};

```

Mamy klasę KontoBankowe. Nie powinno się tak zdarzyć, że stan konta mógłby być modyfikowany przez zwykłe odwołanie się do danej saldo (np.: mojeKonto.saldo = 123;). Tu saldo konta bankowego jest daną prywatną (dostęp jest private), do której dostęp mają tylko funkcje zaprzyjaźnione lub funkcje składowe (wewnętrzne) (tu: podajStanKonta, wplac i wyplac). Powinno się zapewnić maksymalne bezpieczeństwo w odniesieniu do danej saldo. Stąd też metoda TypPieniedzy podajStanKonta() jest oznaczona jako const, wartość kwoty w metodach bool wplac( const TypPieniedzy kwota ) i bool wyplac( const TypPieniedzy kwota ) jest określona również jako const, aby jej wartość nie została „przypadkiem” zmieniona w trakcie działania tych metod. 
Hermetyzacja ma też na celu sprawdzanie poprawności wpisywanych danych, np. czy pozwolić użytkownikowi wpłacić na konto kwotę mającą wartość ujemną?

### Lepiej oddaje rzeczywistość
Przykład powyższy obrazuje wykonywane na koncie bankowym operacje atomowe identyfikowane nazwami odpowiednimi do wykonywanej operacji, podczas gdy samo odwoływanie się w sposób bezpośredni do salda jako pewnej zmiennej nie dawałoby odwzorowania rzeczywistości reprezentowanej przez tę zmienną.